# شترالزوند
شترالزوند (بالألمانية: Stralsund، تُنطق [ˈʃtʁaːlzʊnt]؛ بالسويدية: Strålsund)، هي خامس أكبر مدينة في ولاية مكلنبورغ-فوربومرن الألمانية الواقعة في الشمال الشرقي بعد روستوك، شفيرين، نويبراندنبورغ، وغريفيسفالد، وثاني أكبر مدينة في الجزء البوميراني من الولاية. تقع على الساحل الجنوبي لمضيق ستريلاسوند، وهو ممر مائي تابع لبحر البلطيق يفصل جزيرة روغن عن البر الرئيسي البوميراني.
يربط معبر ستريلاسوند، الذي يتضمن جسرين وعدة خدمات عبّارات، بين شترالزوند وروغن، أكبر جزيرة في ألمانيا وبوميرانيا. المدينة، التي تقع في بوميرانيا الغربية، هي مقر مقاطعة فوربومرن-روغن، وتشكل مع غريفيسفالد أحد أربعة مراكز حضرية رئيسية في المنطقة.
اسم المدينة واسم مضيق ستريلاسوند مركبان من كلمات سلافية (بولابيان) "سترال" و"ستريلا" التي تعني "سهم"، وكلمة جرمانية "سوند" التي تعني مضيقًا أو ممرًا مائيًا. يشير شعار المدينة إلى هذا الأصل اللغوي، وكذلك إلى ماضيها كمدينة هانزية، حيث يظهر فيه صليب فضي (صليب هانزي) فوق سهم فضي.
حصلت شترالزوند على حقوق المدينة عام 1234، مما يجعلها أقدم مدينة في بوميرانيا. كانت واحدة من أكثر أعضاء رابطة الهانزا ازدهارًا في العصور الوسطى. في عام 1628، خلال حرب الثلاثين عامًا، وقعت المدينة تحت الحكم السويدي وظلت كذلك حتى اضطرابات حروب نابليون. كانت عاصمة بوميرانيا السويدية (بوميرانيا الغربية الجديدة) من 1720 إلى 1815، ومن 1815 إلى 1945 كانت جزءًا من بروسيا.
تُعد المدينة القديمة في شترالزوند جزءًا من موقع التراث العالمي لليونسكو "المراكز التاريخية لشترالزوند وفيسمار" إلى جانب المدينة القديمة في فيسمار في مكلنبورغ، وذلك لأهميتها المعمارية المميزة بأسلوب القوطية الطوبية وأهميتها خلال فترة رابطة الهانزا وحقبة حكم السويد. كانت كنيسة القديسة مريم أطول كنيسة في العالم من 1549 إلى 1569 ومن 1573 إلى 1647. كما تضم المدينة كنيستي القديس نيكولاس والقديس يعقوب الكبير. شترالزوند هي مقر المتحف الألماني للمحيطات الذي يضم فروعًا مثل أوزانيوم (في شترالزوند)، نوتينيوم (في جزيرة دانهولم)، وناتوريوم (في شبه جزيرة فيشلاند-دارس-زينغست).
تتركز الصناعات الرئيسية في شترالزوند في بناء السفن، وصيد الأسماك، والهندسة الميكانيكية، بالإضافة إلى السياحة، وعلوم الحياة، والخدمات، والصناعات التقنية المتقدمة، خاصة تكنولوجيا المعلومات والتكنولوجيا الحيوية.

## أعلام
- فرديناند فون شيل
- نيقوديموس تيتشينو الأكبر
- ناديا اوهل
- كارل فلهلم شيله
- هيرمان بورمايستر
- كارل فريدريش فون لديبور